# Pallavolo al XIV Festival olimpico estivo della gioventù europea - Torneo femminile
Il torneo femminile di pallavolo al XIV Festival olimpico estivo della gioventù europea si è svolto dal 24 al 29 luglio 2017 a Győr, in Ungheria, durante il XIV Festival olimpico estivo della gioventù europea: al torneo hanno partecipato otto squadre nazionali europee under 18 e la vittoria finale è andata per la quarta volta all'Italia.

## Impianti
|                                                                                    |  |  |
|                                                                                    |  |  |
| Széchenyi István University Sports Hall Città: Győr Capienza: - Anno d'apertura: - |  |  |

## Regolamento

### Formula
Le squadre hanno disputato una prima fase a gironi con formula del girone all'italiana; al termine della prima fase:
- Le prime due classificate di ogni girone hanno acceduto alla fase finale per il primo posto strutturata in semifinali, finale per il terzo posto e finale.
- Le ultime due classificate di ogni girone hanno acceduto alla finale per il quinto posto strutturata in semifinali, finale per il settimo posto e finale per il quinto posto.

### Criteri di classifica
Se il risultato finale è stato di 3-0 o 3-1 sono stati assegnati 3 punti alla squadra vincente e 0 a quella sconfitta, se il risultato finale è stato di 3-2 sono stati assegnati 2 punti alla squadra vincente e 1 a quella sconfitta.
L'ordine del posizionamento in classifica è stato definito in base a:
- Numero di partite vinte;
- Punti;
- Ratio dei set vinti/persi;
- Ratio dei punti realizzati/subiti;
- Risultati degli scontri diretti.

## Squadre partecipanti
| Squadra     | Qualificazione      | Ultima partecipazione |
| ----------- | ------------------- | --------------------- |
| Bielorussia | -                   | ?                     |
| Germania    | -                   | Utrecht 2013          |
| Italia      | -                   | Tbilisi 2015          |
| Paesi Bassi | -                   | Utrecht 2013          |
| Russia      | -                   | Tbilisi 2015          |
| Serbia      | -                   | Tbilisi 2015          |
| Slovenia    | -                   | Utrecht 2013          |
| Ungheria    | Paese organizzatore | ?                     |

## Torneo

### Fase a gironi
| Girone A | Girone B    |
| -------- | ----------- |
| Russia   | Bielorussia |
| Serbia   | Germania    |
| Slovenia | Italia      |
| Ungheria | Paesi Bassi |

#### Girone A

##### Risultati
| 24 luglio 2017 Széchenyi István University Sports Hall, Győr Durata: 1h:25 - Spettatori: 120   | Russia   | 3 - 0 | Slovenia | 25-19, 28-26, 25-16               |
| 24 luglio 2017 Széchenyi István University Sports Hall, Győr Durata: 1h:22 - Spettatori: 600   | Ungheria | 0 - 3 | Serbia   | 12-25, 19-25, 25-27               |
| 25 luglio 2017 Széchenyi István University Sports Hall, Győr Durata: 1h:15 - Spettatori: 80    | Slovenia | 0 - 3 | Serbia   | 23-25, 15-25, 16-25               |
| 25 luglio 2017 Széchenyi István University Sports Hall, Győr Durata: 1h:15 - Spettatori: 800   | Russia   | 3 - 0 | Ungheria | 25-20, 25-9, 25-15                |
| 26 luglio 2017 Széchenyi István University Sports Hall, Győr Durata: 2h:05 - Spettatori: 0     | Serbia   | 3 - 2 | Russia   | 14-25, 25-18, 25-21, 16-25, 15-11 |
| 26 luglio 2017 Széchenyi István University Sports Hall, Győr Durata: 1h:19 - Spettatori: 1 000 | Slovenia | 3 - 0 | Ungheria | 25-20, 25-20, 25-21               |

##### Classifica
| Pos | Squadra  | Pt | G | V | P | SV | SP | Ratio | PF  | PS  | Ratio |
| --- | -------- | -- | - | - | - | -- | -- | ----- | --- | --- | ----- |
| 1   | Serbia   | 8  | 3 | 3 | 0 | 9  | 2  | 4.500 | 247 | 210 | 1.176 |
| 2   | Russia   | 7  | 3 | 2 | 1 | 8  | 3  | 2.666 | 253 | 200 | 1.265 |
| 3   | Slovenia | 3  | 3 | 1 | 2 | 3  | 6  | 0.500 | 190 | 214 | 0.887 |
| 4   | Ungheria | 0  | 3 | 0 | 3 | 0  | 9  | 0.000 | 161 | 227 | 0.709 |

#### Girone B

##### Risultati
| 24 luglio 2017 Széchenyi István University Sports Hall, Győr Durata: 1h:19 - Spettatori: 150 | Germania    | 0 - 3 | Bielorussia | 12-25, 21-25, 21-25               |
| 24 luglio 2017 Széchenyi István University Sports Hall, Győr Durata: 0 - Spettatori: 0       | Paesi Bassi | 0 - 3 | Italia      | 0-25, 0-25, 0-25                  |
| 25 luglio 2017 Széchenyi István University Sports Hall, Győr Durata: 1h:58 - Spettatori: 100 | Bielorussia | 2 - 3 | Italia      | 25-19, 25-19, 15-25, 22-25, 11-15 |
| 25 luglio 2017 Széchenyi István University Sports Hall, Győr Durata: 0 - Spettatori: 0       | Germania    | 3 - 0 | Paesi Bassi | 25-0, 25-0, 25-0                  |
| 26 luglio 2017 Széchenyi István University Sports Hall, Győr Durata: 1h:21 - Spettatori: 150 | Italia      | 3 - 0 | Germania    | 29-27, 25-14, 25-22               |
| 26 luglio 2017 Széchenyi István University Sports Hall, Győr Durata: 0 - Spettatori: 0       | Bielorussia | 3 - 0 | Paesi Bassi | 25-0, 25-0, 25-0                  |

##### Classifica
| Pos | Squadra     | Pt | G | V | P | SV | SP | Ratio | PF  | PS  | Ratio |
| --- | ----------- | -- | - | - | - | -- | -- | ----- | --- | --- | ----- |
| 1   | Italia      | 8  | 3 | 3 | 0 | 9  | 2  | 4.500 | 257 | 161 | 1.596 |
| 2   | Bielorussia | 7  | 3 | 2 | 1 | 8  | 3  | 2.666 | 248 | 157 | 1.579 |
| 3   | Germania    | 3  | 3 | 1 | 2 | 3  | 6  | 0.500 | 192 | 154 | 1.246 |
| 4   | Paesi Bassi | 0  | 3 | 0 | 3 | 0  | 9  | 0.000 | 0   | 225 | 0.000 |

### Fase finale

#### Finali 1º e 3º posto
|  | Semifinali  | Semifinali  | Semifinali |        |             | Finale 1º/2º posto | Finale 1º/2º posto | Finale 1º/2º posto |  |
|  |             |             |            |        |             |                    |                    |                    |  |
|  | Serbia      | Serbia      | 0          |        |             |                    |                    |                    |  |
|  | Serbia      | Serbia      | 0          |        |             |                    |                    |                    |  |
|  | Bielorussia | Bielorussia | 3          |        |             |                    |                    |                    |  |
|  | Bielorussia | Bielorussia | 3          |        | Bielorussia | Bielorussia        | 2                  |                    |  |
|  |             |             |            |        | Bielorussia | Bielorussia        | 2                  |                    |  |
|  |             |             | Italia     | Italia | 3           |                    |                    |                    |  |
|  | Italia      | Italia      | Italia     | Italia | 3           | 3                  |                    |                    |  |
|  | Italia      | Italia      |            |        |             | 3                  |                    |                    |  |
|  | Russia      | Russia      | 0          |        |             | Finale 3º/4º posto | Finale 3º/4º posto | Finale 3º/4º posto |  |
|  | Russia      | Russia      | 0          |        |             |                    |                    |                    |  |
|  |             |             |            |        |             |                    |                    |                    |  |
|  |             |             |            |        |             | Serbia             | Serbia             | 0                  |  |
|  |             |             |            |        |             | Serbia             | Serbia             | 0                  |  |
|  |             |             |            |        |             | Russia             | Russia             | 3                  |  |

##### Semifinali
| 28 luglio 2017 Széchenyi István University Sports Hall, Győr Durata: 1h:28 - Spettatori: 300 | Serbia | 0 - 3 | Bielorussia | 19-25, 18-25, 20-25 |
| 28 luglio 2017 Széchenyi István University Sports Hall, Győr Durata: 1h:31 - Spettatori: 500 | Italia | 3 - 0 | Russia      | 25-20, 25-22, 29-27 |

##### Finale 3º posto
| 29 luglio 2017 Széchenyi István University Sports Hall, Győr Durata: 1h:20 - Spettatori: 500 | Serbia | 0 - 3 | Russia | 16-25, 23-25, 16-25 |

##### Finale
| 29 luglio 2017 Széchenyi István University Sports Hall, Győr Durata: 2h:13 - Spettatori: 800 | Bielorussia | 2 - 3 | Italia | 25-27, 26-24, 22-25, 25-19, 10-15 |

#### Finali 5º e 7º posto
|  | Semifinali  | Semifinali  | Semifinali |          |          | Finale 5º/6º posto | Finale 5º/6º posto | Finale 5º/6º posto |  |
|  |             |             |            |          |          |                    |                    |                    |  |
|  | Slovenia    | Slovenia    | 3          |          |          |                    |                    |                    |  |
|  | Slovenia    | Slovenia    | 3          |          |          |                    |                    |                    |  |
|  | Paesi Bassi | Paesi Bassi | 0          |          |          |                    |                    |                    |  |
|  | Paesi Bassi | Paesi Bassi | 0          |          | Slovenia | Slovenia           | 2                  |                    |  |
|  |             |             |            |          | Slovenia | Slovenia           | 2                  |                    |  |
|  |             |             | Germania   | Germania | 3        |                    |                    |                    |  |
|  | Ungheria    | Ungheria    | Germania   | Germania | 3        | 0                  |                    |                    |  |
|  | Ungheria    | Ungheria    |            |          |          | 0                  |                    |                    |  |
|  | Germania    | Germania    | 3          |          |          | Finale 7º/8º posto | Finale 7º/8º posto | Finale 7º/8º posto |  |
|  | Germania    | Germania    | 3          |          |          |                    |                    |                    |  |
|  |             |             |            |          |          |                    |                    |                    |  |
|  |             |             |            |          |          | Paesi Bassi        | Paesi Bassi        | 0                  |  |
|  |             |             |            |          |          | Paesi Bassi        | Paesi Bassi        | 0                  |  |
|  |             |             |            |          |          | Ungheria           | Ungheria           | 3                  |  |

##### Semifinali
| 28 luglio 2017 Széchenyi István University Sports Hall, Győr Durata: 0 - Spettatori: 0       | Slovenia | 3 - 0 | Paesi Bassi | 25-0, 25-0, 25-0    |
| 28 luglio 2017 Széchenyi István University Sports Hall, Győr Durata: 1h:12 - Spettatori: 300 | Ungheria | 0 - 3 | Germania    | 13-25, 10-25, 20-25 |

##### Finale 7º posto
| 29 luglio 2017 Széchenyi István University Sports Hall, Győr Durata: 0 - Spettatori: 0 | Paesi Bassi | 0 - 3 | Ungheria | 0-25, 0-25, 0-25 |

##### Finale 5º posto
| 29 luglio 2017 Széchenyi István University Sports Hall, Győr Durata: 2h:08 - Spettatori: 200 | Slovenia | 2 - 3 | Germania | 25-20, 23-25, 25-23, 21-25, 8-15 |

## Podio

### Campione
Formazione: 1 Alice Turco, 5 Benedetta Sartori, 8 Virginia Peruzzo, 9 Francesca Scola, 10 Sara Panetoni, 12 Fatim Kone, 13 Sarah Fahr, 14 Alice Tanase, 15 Valeria Battista, 16 Alessia Populini, 17 Linda Mangani, 18 Federica Carletti, CT: Marco Mencarelli

### Secondo posto
Formazione: 1 Elizaveta Mančak, 2 Violetta Beljavskaja, 4 Julija Kisljuk, 5 Valeryia Maisiyuk, 6 Vera Kostjučik, 7 Ahata Bekša, 8 Julija Minjuk, 9 Anna Knjazeva, 10 Elizaveta Šupljak, 11 Tat'jana Cholod, 12 Alina Ehorova, 14 Hanna Hryškevič, CT: Natal'ja Meljanjuk

### Terzo posto
Formazione: 1 Varvara Šepeleva, 4 Polina Šemanova, 5 Viktorija Pušina, 7 Ol'ga Zvereva, 8 Ekaterina Pipunyrova, 10 Veronika Rasputnaja, 11 Julija Brovkina, 12 Irina Soboleva, 14 Marija Bogovskaja, 15 Valerija Ševčuk, 18 Oksana Jakušina, 20 Dar'ja Rubei, CT: Aleksandr Karikov

## Classifica finale
| Pos | Squadra     |
| --- | ----------- |
|     | Italia      |
|     | Bielorussia |
|     | Russia      |
| 4   | Serbia      |
| 5   | Germania    |
| 6   | Slovenia    |
| 7   | Ungheria    |
| 8   | Paesi Bassi |